# Saponaria
Saponaria is een geslacht van ongeveer twintig soorten planten uit de anjerfamilie (Caryophyllaceae). Het zijn kruidachtige, overblijvende planten. De botanische naam is afgeleid van het Latijnse sapo = zeep. De werkzame stof saponine (in de wortelstokken 2–5 %) schuimt bij oplossing en koken in water op een manier die op zeep lijkt.
De soorten komen van nature voor in Zuid-Europa en Zuidwest-Azië. De bekendste vertegenwoordiger van het geslacht is het zeepkruid (Saponaria officinalis), dat in grote delen van West-Europa voorkomt.

## Taxonomie
Saponaria is nauw verwant aan de geslachten Lychnis en Silene, waarvan Saponaria verschilt doordat de bloemen twee- en niet drie- of vijfstijlig zijn.
Enkele soorten in dit geslacht zijn:

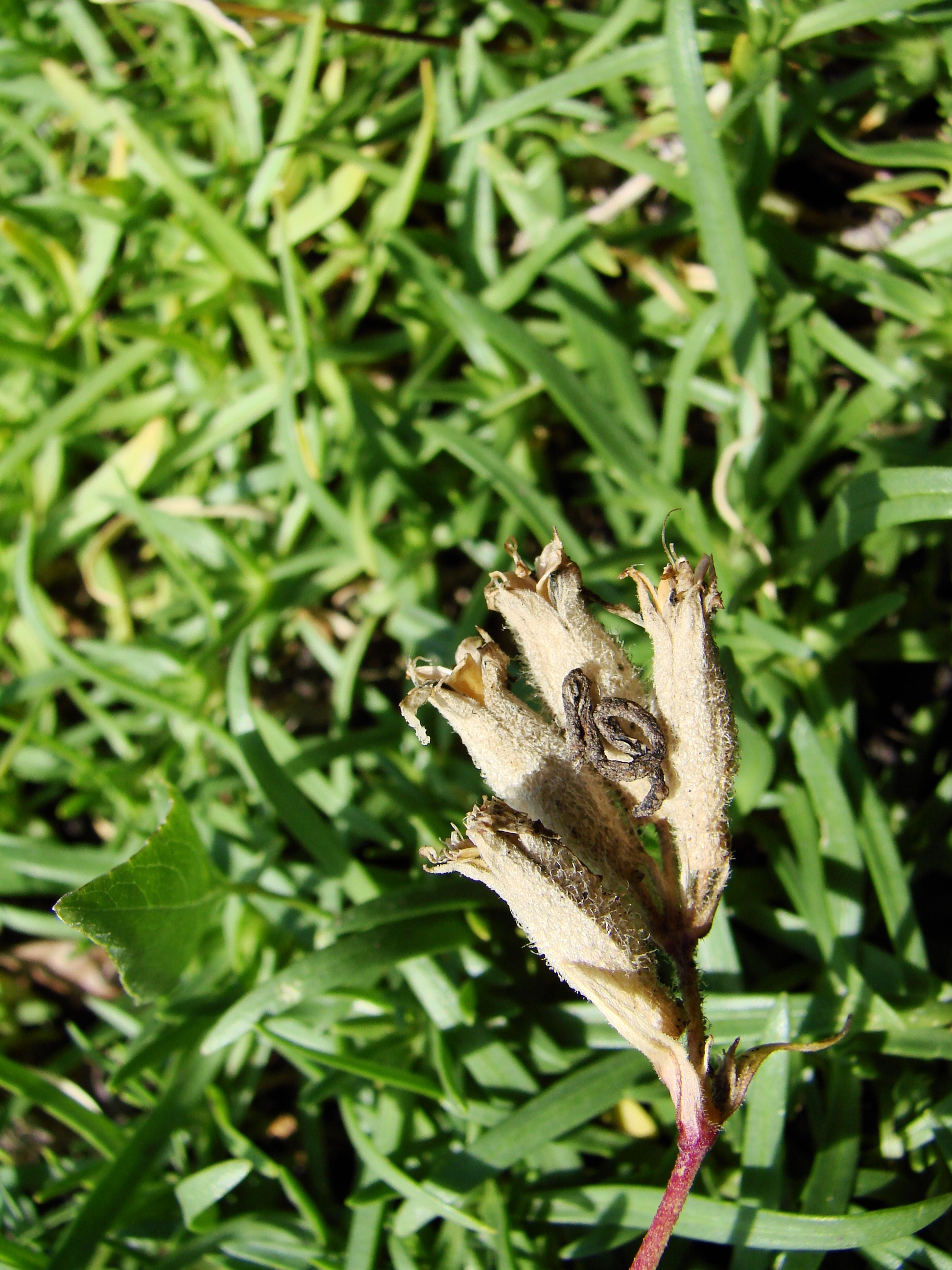
Saponaria caespitosa
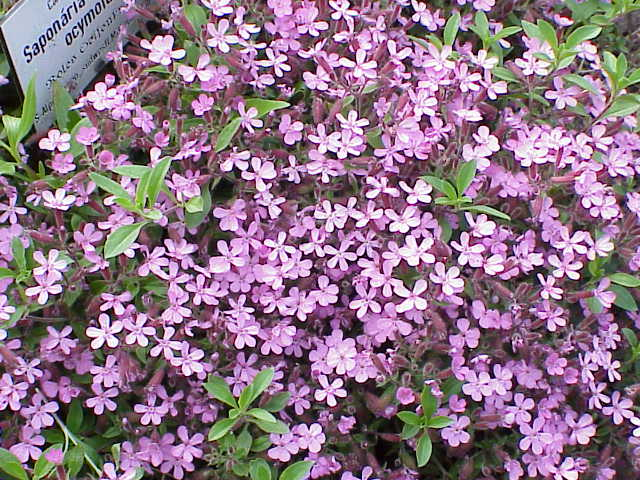
Saponaria ocymoides
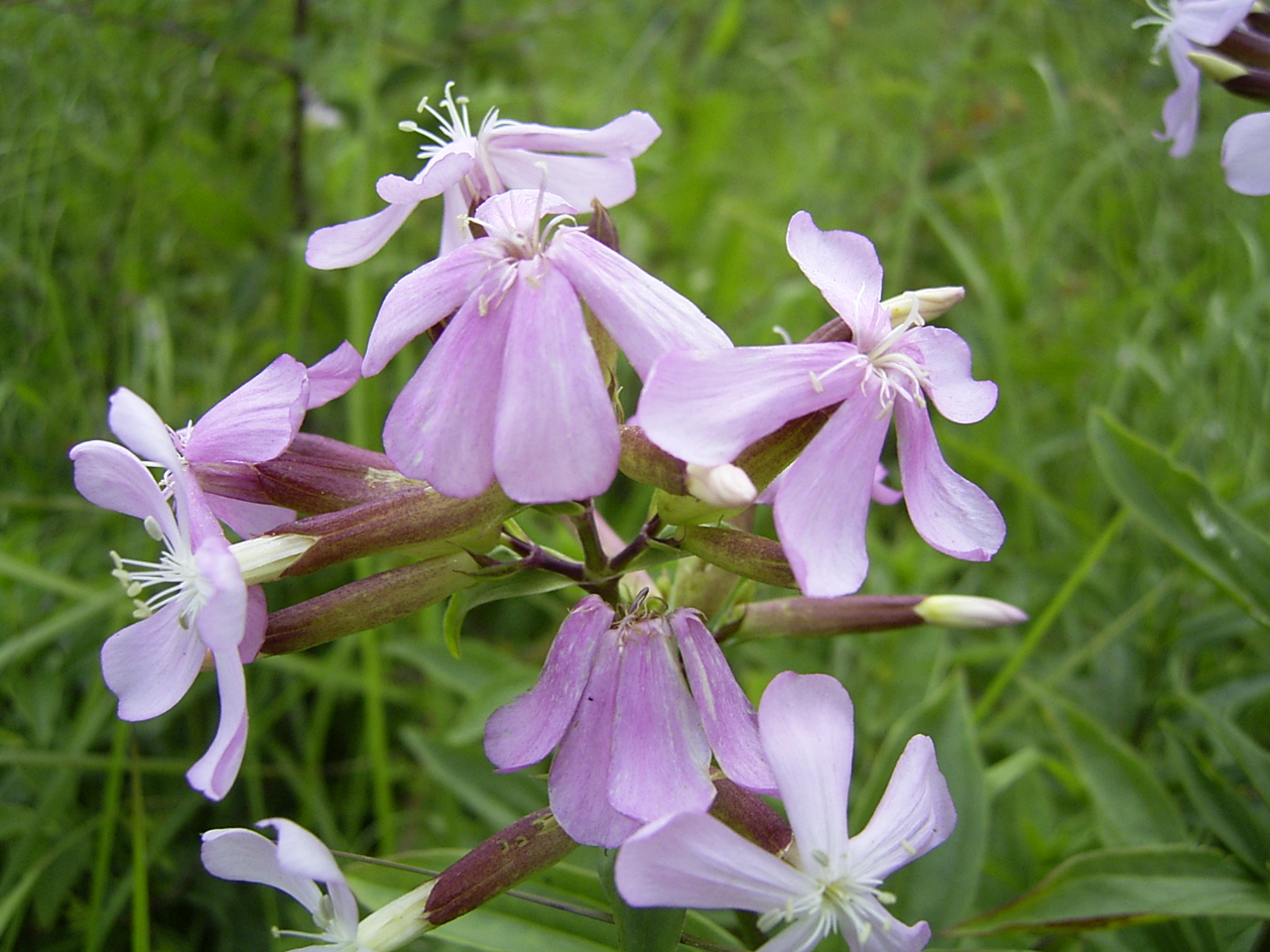
Saponaria officinalis
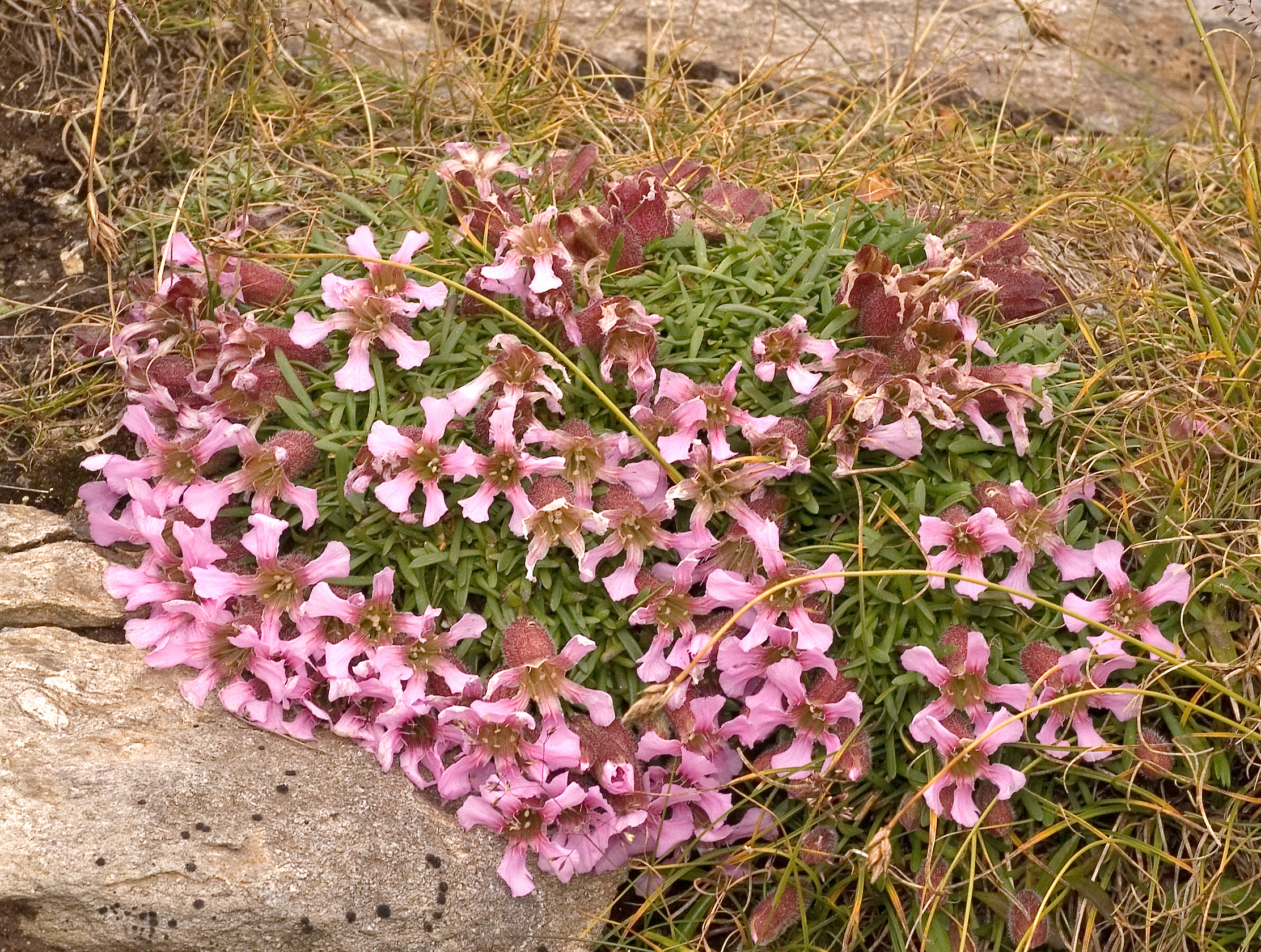
Saponaria pumila